# Duane Eubanks

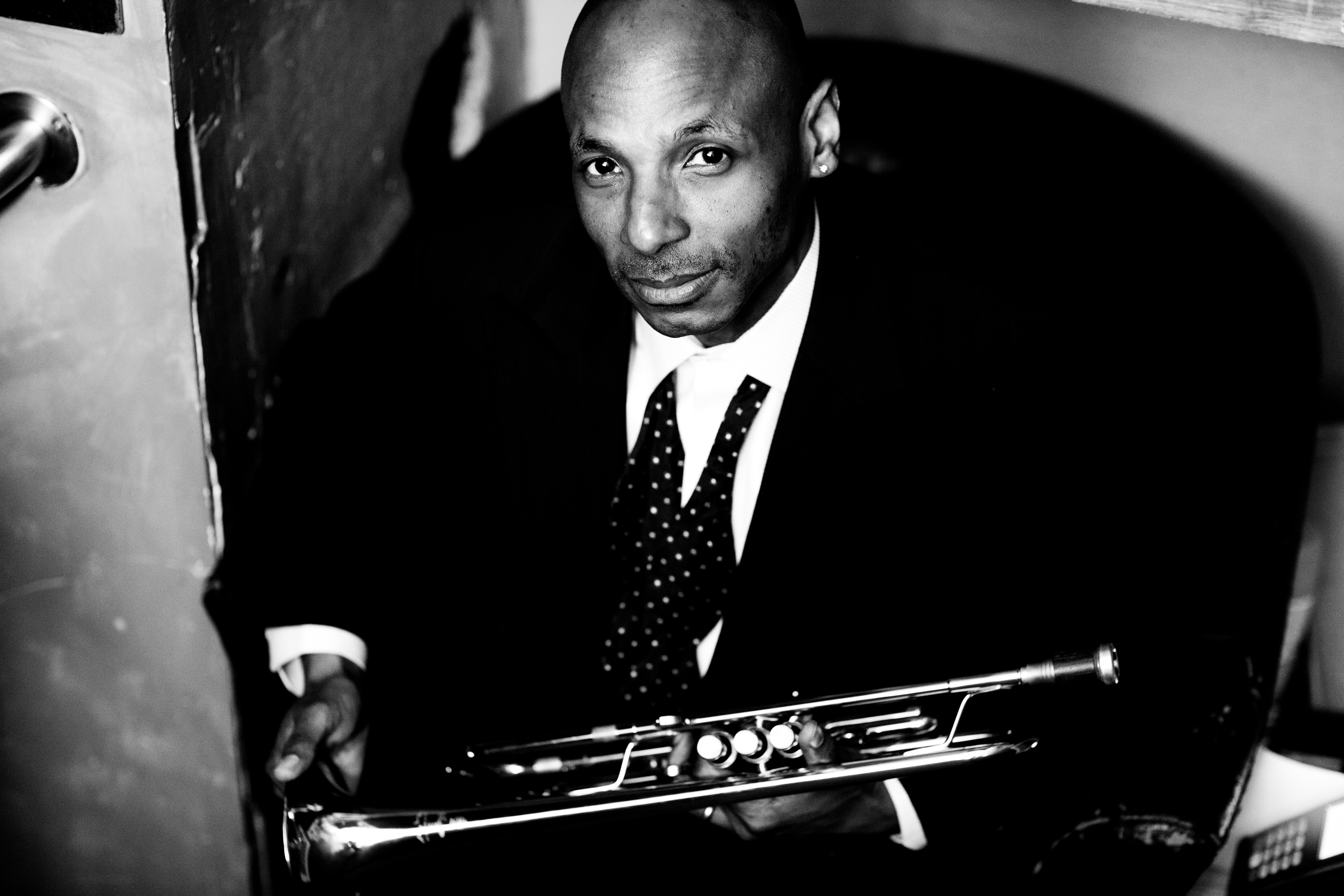
Duane Eubanks, Mai 2014 im Smalls Jazz Club

Duane Eubanks  (* 24. Januar 1969 in Philadelphia) ist ein US-amerikanischer Jazztrompeter und Komponist des Post Bop.

## Leben und Wirken
Als jüngerer Bruder des Gitarristen Kevin Eubanks und des Posaunisten Robin Eubanks wuchs er in einem musikalischen Umfeld auf, wozu auch seine Mutter Vera, eine Klavierlehrerin, und Onkel Ray Bryant beitrugen. Wie sein Bruder Kevin lernte er Trompete, blieb dann aber auch dabei. Er hat auch einen Zwillingsbruder Shane, der Posaune spielt. Er studierte Betriebswirtschaft an der University of Maryland (wo er in der Jazzband der Universität spielte und dabei Stanley Turrentine, Charles Fambrough und Shirley Scott begleitete) und dann Jazz-Trompete an der Temple University, wobei er auch Unterricht von Johnny Coles erhielt. Er besuchte auch Master-Klassen von Billy Taylor und Wynton Marsalis. 
Danach zog er nach New York City, wo er ein eigenes Quartett gründete und 1997 mit seinem Bruder Robin aufnahm (Wake Up Call). 1999 erschien sein erstes Album My Shining Hour (TCB Records), in dem er auch eigene Kompositionen interpretiert und auf dem Antonio Hart und sein Bruder Robin mitspielen sowie der mit ihm befreundete Pianist Orrin Evans, Avishai Cohen und Ralph Peterson.  Hart und Robin Eubanks spielen auch auf seinem Folgealbum Second Take (TCB 2001).
Er spielte unter anderem mit Illinois Jacquet (mit dessen Bigband er 1991 in Europa tourte), Oliver Lake (in dessen Bigband), Elvin Jones, Randy Brecker, Nicholas Payton, Benny Golson, Mulgrew Miller (in dessen Band Wingspan), Curtis Fuller, Donald Byrd, James Moody und außerhalb des Jazz unter anderem mit Alicia Keys, Phyllis Hyman und den The Temptations. Er spielte auch in der Loud Minority Big Band von Frank Foster, in den Bigbands von Roy Hargrove, von Jason Lindner und Lionel Hampton und im Next Legacy Orchestra.
Als frühe musikalische Inspirationen nennt er Clifford Brown, Lee Morgan und Wayne Shorter.
Er spielte in der Bigband von Dave Holland auf den Grammy-Award Alben What Goes Around (2002) und Overtime (2005). Gegenwärtig (2019) leitet er ein eigenes Quintett, dem Abraham Burton, Anthony Wonsey, Gerald Cannon und Chris Beck angehören.
Er unterrichtete am Brooklyn Conservatory of Music und am Oberlin College. Er ist verheiratet, hat zwei Kinder und wohnt in New York.